# Regina (musikgrupp)
Regina är en bosnisk rock- och popgrupp som bildades i Sarajevo (i dåvarande Jugoslavien) år 1990. Regina representerade Bosnien och Hercegovina i Eurovision Song Contest 2009 där man framförde bidraget "Bistra voda" ("Klart vatten") som slutade på nionde plats med 106 poäng.